# Araria
Araria – miasto w Indiach, w stanie Bihar. W 2011 roku liczyło 79 021 mieszkańców.